# Bultaco TSS
|  | «TSS» redirigeix aquí. Vegeu-ne altres significats a «TSS-Transport Simulation Systems». |

|  | Aquest article tracta sobre les històriques TSS dels anys 60. Si cerqueu informació sobre les noves TSS creades per Jan Thiel i Martin Mijwaart el 1976, vegeu «Bultaco TSS Mk2». |

La TSS (inicials de Tralla Super Sport) fou una motocicleta de competició fabricada per Bultaco entre 1960 i 1970, dissenyada específicament per a les competicions de velocitat i pensada per a participar-hi al més alt nivell, Grans Premis inclosos. Al llarg de la seva vida comercial se'n produïren diverses versions en cilindrades variades (125, 175, 200, 250 i 360 cc), per bé que les més populars foren les de 125 i 250 cc. Com a característiques generals a totes les versions, disposaven d'un motor de dos temps monocilíndric (refrigerat per aire en les primeres versions i per aigua ens les següents), bastidor tubular, frens de tambor i amortidors de forquilla convencional davant i telescòpics darrere.
Concebuda partint de la màxima simplicitat, la TSS proporcionava a un preu raonable altes prestacions, fiabilitat mecànica i una excel·lent estabilitat, factors que la convertiren en una de les motocicletes de velocitat més ben valorades pels pilots privats durant tota la dècada de 1960. Era, de fet, la primera motocicleta de competició a ser venuda al públic -obrint així un nou sector de mercat que aviat s'anomenà motocicletes "curses-client"- i el seu èxit convertí a Bultaco en un dels pocs fabricants a oferir una competència efectiva als tres gegants japonesos (Yamaha, Honda i Suzuki). Diversos futurs campions s'iniciaren en competició amb aquesta moto (entre ells, Barry Sheene i Jean-Pierre Beltoise) o bé hi aconseguiren èxits internacionals en algun moment de la seva carrera (com ara Rodney Gould, Jack Findlay, Ginger Molloy i, especialment, Ramon Torras). Fins i tot campions consagrats com ara Luigi Taveri o Hans-Georg Anscheidt, amb contractes vigents amb altres marques, n'adquiriren alguna per a competir-hi en curses no oficials.
Malgrat que Bultaco no participà amb un equip de fàbrica en el mundial de velocitat de forma continuada, sí que donà suport oficial a diversos pilots durant tota l'etapa de fabricació de les TSS, gràcies al qual arribà a acumular un important palmarès en aquest campionat, amb nombrosos podis en diverses categories (125cc, 250cc, 350cc i 500cc) i dues victòries en Gran Premi: la primera l'aconseguí Ginger Molloy al Gran Premi de l'Ulster de 1966 amb una TSS 250, i la segona, Salvador Cañellas al Gran Premi d'Espanya de 1968 amb una TSS 125. Molloy esdevenia així el primer a guanyar un Gran Premi amb moto catalana, i Cañellas, el primer català a fer-ho.

## Història

### Antecedents

#### La Tralla S de 1959

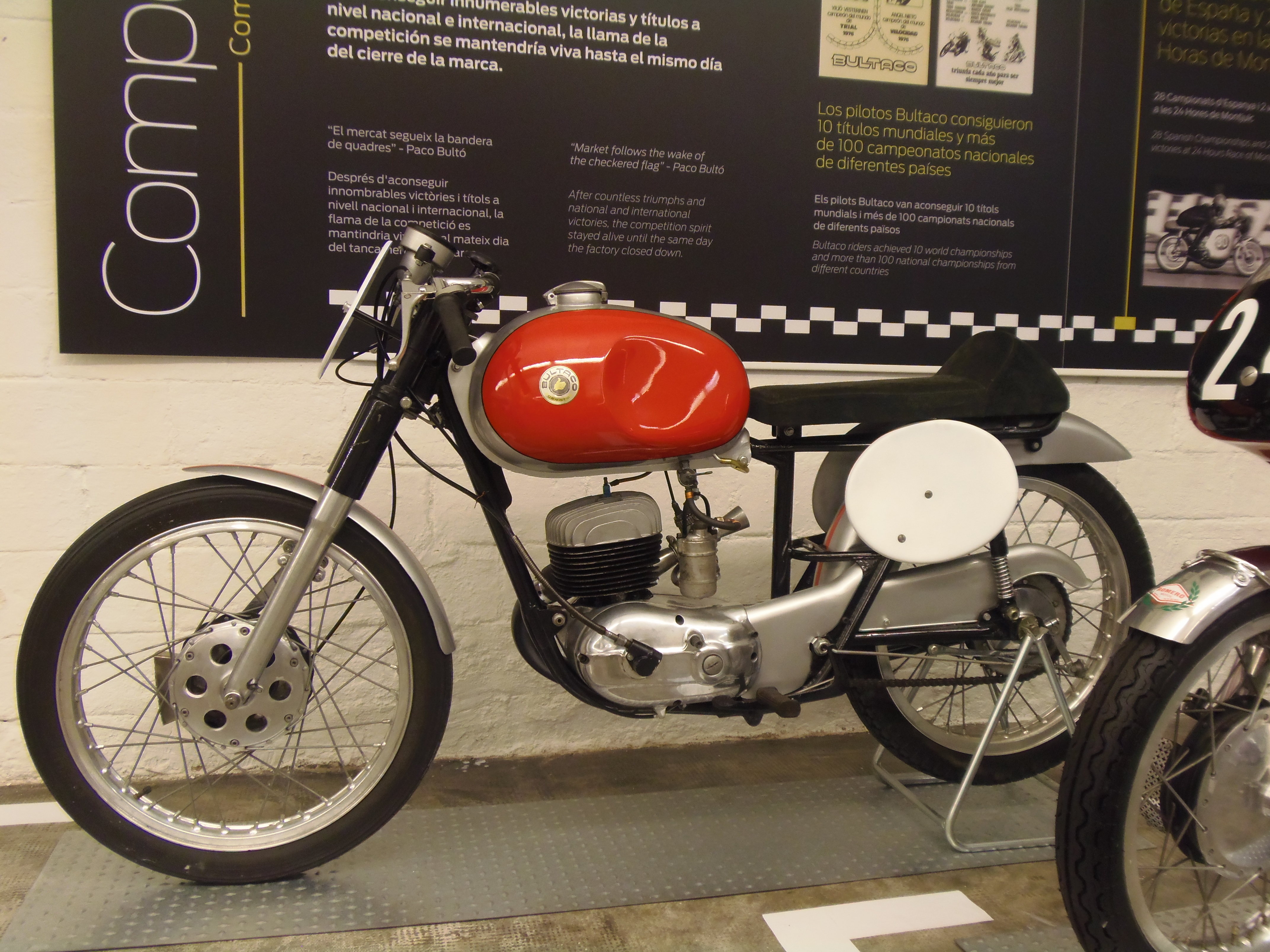
Una Tralla S de 1959

Bultaco presentà el seu primer model, la Tralla 101, el 24 de març de 1959. Era una motocicleta de 125 cc capaç d'assolir els 117 km/h de sèrie i fou molt ben acollida per la premsa especialitzada, essent qualificada com a la motocicleta amb motor de dos temps de millor rendiment del moment. Poques setmanes després, el 19 d'abril, Bultaco va inscriure'n una dotzena al Premi RCMC per a motos comercials, disputat al circuit de Montjuïc, i set dels seus pilots acabaren entre els 10 primers classificats, amb John Grace segon a només 15 cm del guanyador.
Un mes després de la seva presentació, els pilots de fàbrica ja disposaven de sengles Tralla 101 especials per a competició, denominades Tralla S (de "Tralla Sport"), les quals anirien evolucionant gradualment. Atès que les millores que s'introduïen als prototipus oficials es portaven quasi sempre a la sèrie, les Tralla S dels pilots de fàbrica eren gairebé iguals a les que es comercialitzaven, la qual cosa possibilità que Bultaco acumulés ràpidament un gran prestigi esportiu (només durant el seu primer any de vida, la marca triomfà en 30 Grans Premis).

#### L'Escuderia "Dos Tiempos"
Al mateix temps que la Tralla S, l'empresa creà el seu primer equip oficial, conegut com a "Escuderia Dos Tiempos". Tant les primeres Tralla S com les futures TSS varen ser desenvolupades per aquest equip, format inicialment per Marcel Cama, John Grace i Paco González i ampliat poc després amb Ricardo Quintanilla. L'experiència dels pilots (tots ells provinents de l'equip oficial de Montesa) i de l'equip tècnic va fer que en qüestió de poc temps Bultaco comencés a acumular victòries i títols (el seu primer campionat estatal el va guanyar el 1961, amb Paco González). La TSS fou un model desenvolupat i evolucionat en gran manera per John Grace, qui hi aconseguí diversos èxits als clàssics circuits europeus, especialment als britànics que coneixia bé de quan hi corria amb les Norton. Una de les seves actuacions més recordades la protagonitzà a Monza el 1963, aconseguint acabar-hi cinquè just per darrere de les Honda oficials i superant les Jawa-CZ de fàbrica.

#### La G.P. i la Caçarècords de 1960
Gran aimant de la competició, Francesc Xavier Bultó (l'amo de Bultaco) decidí el mateix 1959 de fer una nova moto, tot partint de zero, específicament pensada per a les curses. Així doncs, es va començar a treballar en un projecte que va desembocar en una motocicleta especial, la Bultaco G.P. (també escrit GP). Aquest prototipus, del qual s'ha dit que se'n varen fer dos exemplars, constava d'un bastidor de doble bressol especial, fet a mida per a encabir-hi un motor amb les cotes de la Tralla i amb més inclinació de l'habitual per tal d'aconseguir més ventilació (ja que la moto hauria d'anar convenientment carenada). Altres característiques n'eren: embragatge en sec i a l'aire -sense carenat-, frens Olsani al davant, escapament tipus "pot" i amortidors tipus llapis.

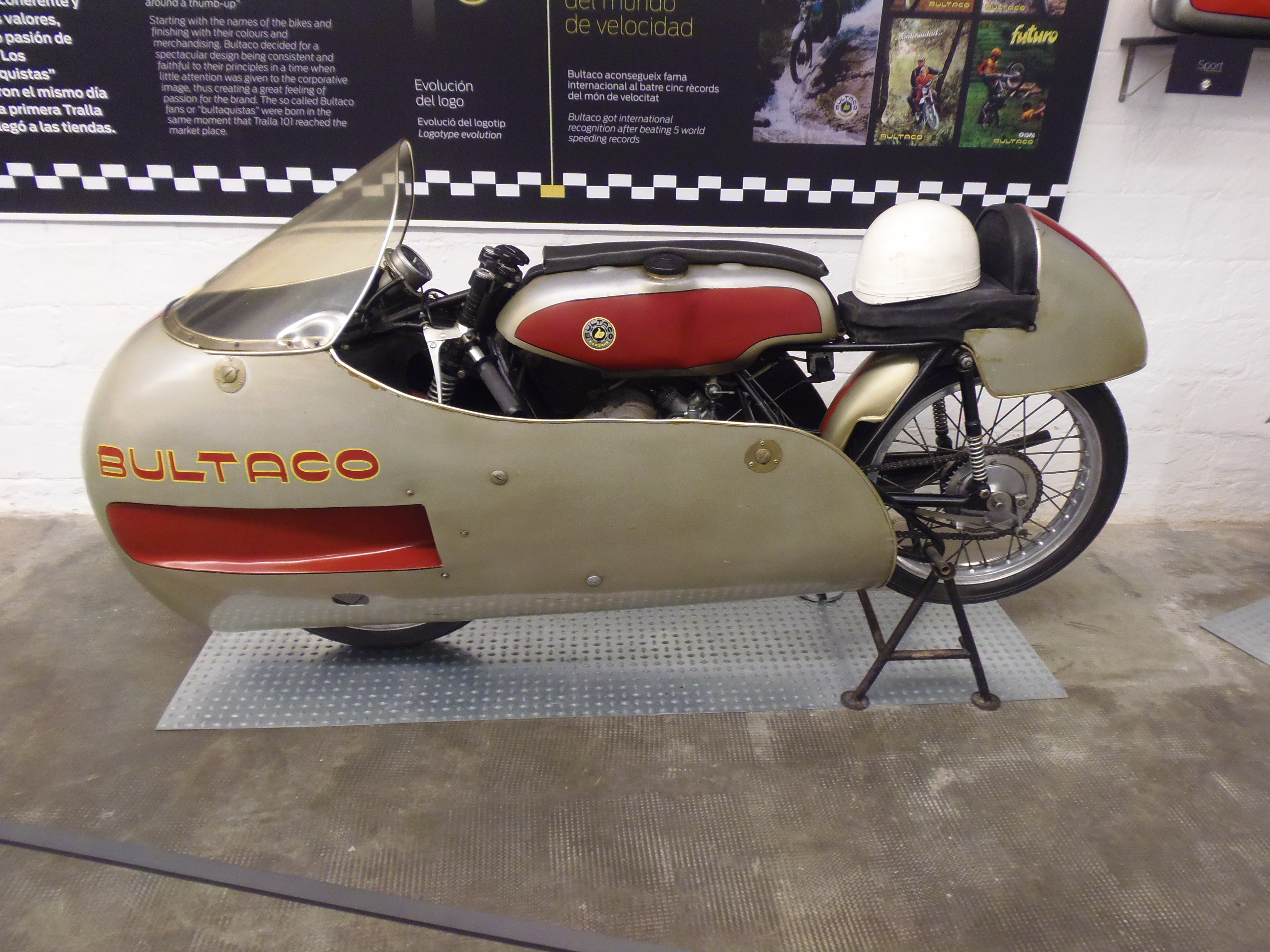
La Cazarécords 175cc de 1960

El 3 d'abril de 1960, John Grace estrenà la Bultaco G.P. en competició a la cursa de 125cc del Gran Premi d'Espanya (una edició que no puntuava per al mundial), i hi va acabar segon per només 36 centèsimes darrere de Luigi Taveri i la seva MV Agusta. Poc després, però, aquell segon lloc fou anul·lat per qüestions de reglament, ja que Grace no havia posat benzina al lloc establert. Més tard, el 22 de maig, Marcel Cama pilotà la G.P. a Clarmont-Ferrand i guanyà la cursa en la categoria de 175cc. Val a dir que al llarg de 1960, Bultaco guanyà més de 50 curses arreu del món.
La Bultaco G.P. fou la base de la Cazarécords, un prototipus dissenyat per a batre rècords de velocitat sobre dues rodes. Durant el juliol de 1960, Georges Monneret, l'encarregat de triar les màquines amb possibilitats d'assolir nous rècords durant la Standard Oil del circuit de Montlhéry (a celebrar el primer dissabte del mes d'octubre), proposà a Bultó de participar-hi després d'haver vist la victòria de Marcel Cama a Clarmont-Ferrand. Bultó acceptà el repte i hi envià un equip compost pels quatre pilots de l'Escuderia "Dos Tiempos" més el mateix Monneret, els quals pilotaren el prototipus creat per a l'ocasió amb el resultat de 5 rècords mundials (aconseguits en les categories de 175, 250 i 350 cc), fita que obtingué gran ressò internacional. Aquell prototipus, anomenat Cazarécords, era una adaptació de la Bultaco G.P. a la qual se li afegí un carenat integral i uns suports per als nous reposapeus, se li canvià el fre anterior per un d'estàndard i se li redissenyà el tub d'escapament.

### 1961: Llançament de la TSS
Aviat, però, Bultó s'adonà que el desenvolupament de la Bultaco G.P. implicava una gran despesa i, considerant els bons resultats obtinguts per les Tralla S, decidí de decantar-se per la fórmula més pràctica, la de potenciar al màxim unes motos derivades de la sèrie (les quals ja partien d'uns grups termodinàmics excel·lents). Així doncs, el mateix 1960 es va desestimar el projecte de la Bultaco G.P. i es varen dirigir tots els esforços cap a la nova Tralla de competició, anomenada ara Tralla Super Sport. Naixia així la mítica Bultaco TSS, les primeres unitats de la qual es produïren cap a mitjan 1960.
No fou, però, fins al 1961 quan se n'inicià la comercialització definitiva amb el llançament de la TSS 125 4 marxes, un model que es va exportar molt. En paraules de Frances Xavier Bultó, «tot començà amb els quatre de l'Escuderia Dos Tiempos, ja que de les seves motos sorgí la idea de fer-ne sèries especials. I les teníem venudes abans de començar la temporada».
Les TSS, eficaces i fiables, aviat esdevingueren una eina molt útil per als pilots privats. En aquella època en què els motors de dos temps encara no tenien la supremacia al Mundial, Bultaco era -al costat de MZ i EMC- l'alternativa més eficaç als motors de vàlvules. Malgrat tot, la senzillesa, que era la clau dels seus èxits, marcava també el sostre de les seves aspiracions. En ple desenvolupament dels motors pluricilíndrics d'Honda al Mundial, Bultaco va competir-hi amb els seus monocilíndrics, lluny de les prestacions de les motos japoneses. Paco Bultó deixà dit que «la TSS no era una moto guanyadora al mundial però podia estar entre les sis millors i era una vencedora potencial en qualsevol altra cursa».

### L'esplendor amb Ramon Torras (1961-1965)
El setembre de 1961, Paco Bultó contractà Ramon Torras quan aquest tenia encara 18 anys. Torras esdevingué el líder de la marca i el seu talent va permetre a Bultaco d'assolir èxits importants quan l'empresa no tenia ni tres anys de vida. S'ha dit que el creixement de Bultaco i el de Torras foren paral·lels i complementaris.

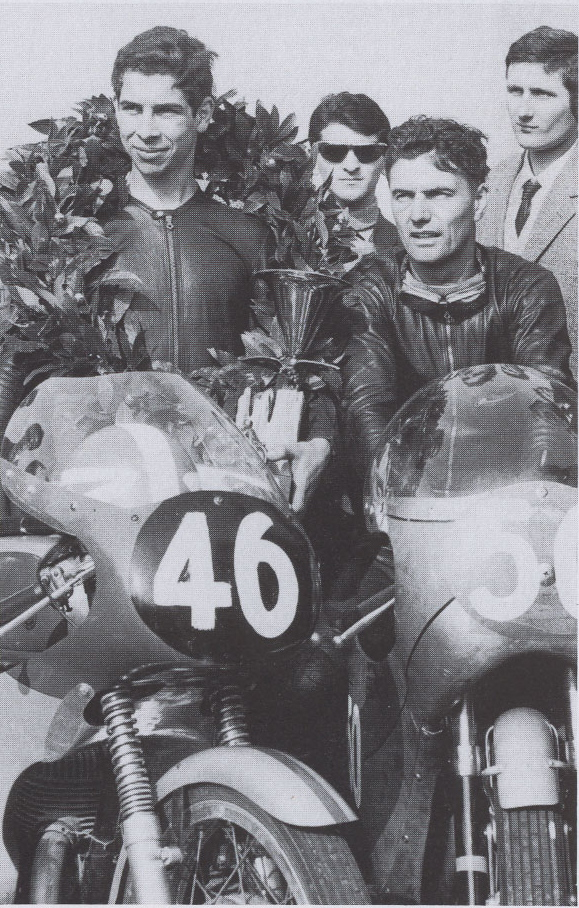
Ramon Torras (esquerra) amb la TSS 125 a Mòdena el 1963, vencedor per davant de Jim Redman i la seva Honda (dreta, assegut). Fou una de les primeres victòries internacionals de la TSS 125.

El primer triomf internacional de la marca arribà el 1962 gràcies a la victòria de Torras amb la TSS 125 a Snetterton (Regne Unit), l'any en què Torras guanyà també el seu primer campionat d'Espanya. Mancada encara de mitjans, però, Bultaco no podia seguir tot el mundial i es conformava enviant Torras a diverses curses internacionals, on aquest s'hi lluïa amb nombroses victòries i podis tant en 125 com en 250cc (entre altres, a Pau, Albí, Mòdena, Imola i Cesenatico). A més, als campionats estatals ho guanyava tot: el 1964 esdevingué campió d'Espanya de 125cc i 250cc, amb 34 victòries de 38 curses; a les quatre restants, fou segon.
Veient que quedar-se un any més a casa resultava insostenible, Bultó prengué la decisió d'abordar a fons el Mundial amb Torras el 1965. Aquell Mundial arrenca a Daytona, on Bultaco no assisteix, però a la segona cita, el Gran Premi Alemanya celebrat a Nürburgring, Torras acaba tercer en 125cc (darrere les Suzuki oficials de Hugh Anderson i Frank Perris) i també en 250cc (darrere les Yamaha de fàbrica de Phil Read i Mike Duff), esdevenint així el primer català a assolir dos podis en una mateixa jornada i demostrant de passada que les TSS havien evolucionat i eren cada cop més a prop de les pluricilíndriques japoneses. Dues setmanes després, als entrenaments a Montjuïc durant el Gran Premi d'Espanya, tot i córrer masegat a causa d'una caiguda aconsegueix la pole position a 250cc i el quart millor temps a 125cc. L'endemà, després d'una avaria a la cursa dels 125cc mentre n'era un dels líders, a la dels 250cc acaba segon darrere Phil Read i davant de Mike Duff, aconseguint així el tercer lloc provisional al Mundial de la categoria.
Després d'un entrebanc a Rouen, escenari del Gran Premi de França, l'equip de Bultaco es dedica a preparar les motos per a l'imminent Tourist Trophy i decideix de provar-les en una cursa sense importància programada a Coma-ruga el 30 de maig, la vigília de sortir cap a Douglas. En un dia plujós i gris, la TSS 125 de Torras derrapa a només dos revolts de la meta i el pilot s'estavella contra uns arbres, morint pràcticament a l'acte. La mort de Torras fou un cop molt dur per a Bultaco i especialment per a Paco Bultó, en l'ànim del qual pesà per a sempre més la pèrdua del jove pilot. En alguna ocasió, Bultó declarà: «Penso que en Ramon hagués estat campió del món d'haver tingut una Honda i sento no haver pogut donar-li la moto que es mereixia, no vaig poder acabar de desenvolupar la moto que necessitava per estabilitat».

### Victòries en Gran Premi (1966-1968)
Malgrat l'infortuni, Bultaco continuà participant en els Grans Premis uns anys més. L'efectivitat de les TSS, tant en 125cc com en 250cc, va fer que cada cop n'hi hagués més a les graelles i sovintegessin els podis en les dues categories fins que finalment, el 20 d'agost de 1966, arribà la primera victòria: fou al Gran Premi de l'Ulster, quan Ginger Molloy guanyà la cursa de 250cc. L'altre gran èxit, en aquest cas per partida doble, arribà el 5 de maig de 1968, quan Salvador Cañellas guanyà el Gran Premi d'Espanya en 125cc i esdevingué de passada el primer català a guanyar un Gran Premi. En aquella ocasió, tingué la sort que els dos oficials de Yamaha (Phil Read i Bill Ivy) tingueren sengles avaries quan comandaven la cursa i ell anava tercer.
Allò fou, però, el cant del cigne de Bultaco, ja que a partir de llavors no va tornar a destacar més al Mundial, si més no amb les TSS originals. El 1969, Molloy va tenir un any molt complicat degut a la proliferació de les Yamaha TD2 i TR2, les quals varen deixar definitivament en inferioritat de condicions a les TSS 250 i 350. Aquell any, a més, la desgràcia tornà a caure sobre Bultaco: el seu pilot més prometedor, Pedro Alvarez, es morí a 20 anys en un accident al Trofeu de la Magdalena, a Castelló de la Plana. La forta sotragada, unida al fet de la gran superioritat de les motos japoneses (i fins i tot de les OSSA i Derbi, amb mecàniques més modernes) va fer que Bultó decidís d'abandonar la velocitat indefinidament. Tot i així, les TSS se seguiren produint uns anys més en petites sèries (el 1972, encara se li va fer una cura de rejoveniment a la TSS 250).

### El retorn: Les TSS Mk2 de 1976
El 1976, quan ja feia uns quants anys que no es veia cap Bultaco a les graelles del Mundial, la marca hi feu una reaparició estel·lar després d'adquirir les Piovaticci 50 que havia pilotat Eugenio Lazzarini durant la temporada Mundial de 1975, a més de contractar els dos tècnics que les havien creat: Jan Thiel i Martin Mijwaart. En memòria de les mítiques TSS, les noves motos gaudien de la denominació TSS Mk2 malgrat no tenir-hi ja res en comú. Amb aquestes modernes TSS de segona generació, Bultaco aconseguí quatre títols de pilots i quatre de fabricants en la categoria de 50cc, amb un total de 26 victòries al mundial (21 a 50cc i 5 a 125cc), a més de nombrosos podis en mans de pilots com ara Ángel Nieto i Ricardo Tormo.

## Les TSS 350 d'AJR

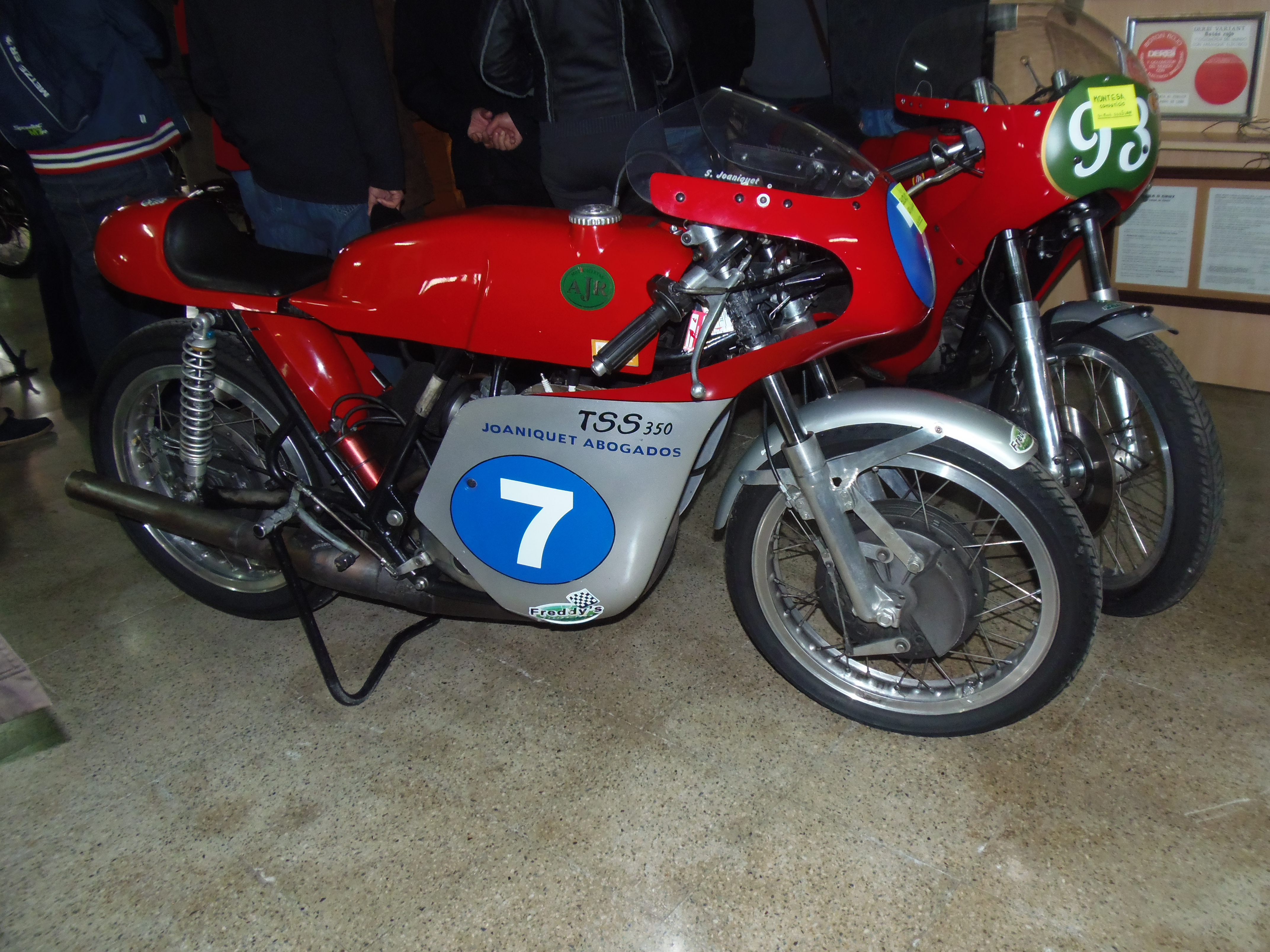
Una AJR TSS 350 dels volts de 1995, rèplica de la històrica Bultaco

D'ençà de 1995, els fundadors d'AJR Armand Molí i Javier Pérez construïren diverses rèpliques de les històriques TSS 350 al seu taller de La Garriga, amb marca AJR. Eren unes motos cares, fetes per encàrrec, molt efectives per a competir en curses de clàssiques. L'AJR TSS 350 era una rèplica fidel de la Bultaco TSS 350 de Gran Premi.

## Palmarès
Tot i que mai ningú no guanyà el Campionat del Món de velocitat amb aquesta motocicleta, sí que s'hi aconseguiren nombrosos campionats estatals i proves internacionals, a més de les dues victòries en Gran Premi i els abundants podis acumulats. A banda dels pilots ja esmentats, d'altres com ara Dan Shorey, Tommy Robb, Bill Ivy, Mike Duff, Gyula Marsovszky, Kevin Cass, Barry Smith, Ralph Bryans, Jacques Roca, José Medrano, Ramiro Blanco i un llarg etcètera pilotaren amb èxit les TSS en tota mena de competicions, alguns d'ells assolint nombrosos campionats als seus respectius països. A tall d'exemple, amb les històriques TSS es guanyaren entre d'altres 15 Campionats d'Espanya, 4 de França, 2 d'Alemanya, 3 dels Països Baixos i diversos del Regne Unit.
Només el 1962, un any després del llançament de la TSS, ja es guanyaren amb aquesta moto dos campionats del Regne Unit (125cc i 250cc), el de Suècia de 125cc, el de França de 125cc i dos de l'Argentina (125cc i 175cc). Els èxits s'allargassaren fins a la dècada de 1970: al Regne Unit, per exemple, Barry Sheene guanyà el Campionat estatal de 125cc de 1970 amb la TSS que havia heretat del seu pare Frank.

### Resultats al Campionat del Món
Ja en la seva primera temporada de curses internacionals, el 1961, una Bultaco pilotada per Ralph Rensen aconseguí el sisè lloc a l'Ultra-Lightweight TT (la categoria dels 125cc del TT de l'Illa de Man), registrant-hi una sorprenent mitjana de 83,26 mph (133,96 km/h). Aquell mateix any, Bultaco aconseguí els seus primers punts al Mundial gràcies a John Grace i a Ricardo Quintanilla, cinquè i sisè respectivament en 125cc al Gran Premi d'Espanya celebrat a Montjuïc. L'any següent, durant la temporada 1962 del mundial, la TSS 200 va participar-hi en la categoria de 250cc, obtenint-hi resultats rellevants tot i la major cilindrada dels seus rivals. Dan Shorey, disputant-ne només quatre curses, acabà el mundial en desena posició després d'aconseguir dos quarts llocs (al Gran Premi d'Espanya i al Gran Premi de França) i dos de sisens (al Tourist Trophy i al Gran Premi de l'Alemanya Oriental). En la classificació de marques, Bultaco fou superada només per Honda, Moto Guzzi i Morini. Pel que fa a la TSS 125, el seu millor resultat aquell any fou un quart lloc al Gran Premi de l'Argentina, aconseguit per l'argentí Limburg Moreira. Aquell mateix any, una TSS 125 adaptada a la resistència va obtenir la victòria en la seva categoria a les 24 Hores de Montjuïc.
La temporada 1963 començà amb una victòria de Ramon Torras en una cursa de la Temporada Romagnola a Mòdena en 125cc, davant de Jim Redman, però al mundial la categoria dels 250cc va estar dominada per l'Honda RC163 quadricilíndrica, per la Morini 250 GP i per la Yamaha TZ 250, les tres primeres classificades. La TSS mai no va reeixir a anotar-hi punts. Els millors resultats de la temporada es varen produir als 125cc, destacant el segon i tercer lloc aconseguit pels argentins Héctor Pochettino i Aldo Caldarella amb sengles TSS a la ronda final del Mundial, el Gran Premi de l'Argentina.
Durant la temporada 1964, l'únic resultat significatiu fou el tercer lloc al Gran Premi dels Estats Units, aconseguit amb una TSS 200 pel nord-americà Bob Gehring. La TSS 250 va participar en algunes curses de menor importància durant aquell any, però el seu debut al mundial no fou fins al 1965, any en què les noves TSS Agua brillaren al mundial de 250cc, essent-ne els millors resultats els obtinguts per Ramon Torras amb un segon lloc al Gran Premi d'Espanya i un tercer al Gran Premi Alemanya (en aquest darrer Gran Premi, Torras fou també tercer a 125cc, el millor resultat de la temporada en aquesta categoria). També amb la TSS 250, l'australià Barry Smith fou tercer al Gran Premi de França.
La primera victòria de la Bultaco TSS en Gran Premi arribà durant la temporada 1966, quan el neozelandès Ginger Molloy guanyà el Gran Premi de l'Ulster davant de dues altres TSS 250, amb la qual cosa tres pilots de la marca catalana pujaren al podi. Al mateix Gran Premi hi debutà la TSS 350, equipada amb un motor de 252 cc i pilotada pel nord-irlandès Tommy Robb, amb un resultat plenament satisfactori: el tercer lloc, just darrere de Mike Hailwood i Giacomo Agostini. Al final de la temporada, el millor resultat en la classificació general fou el setè lloc final a 250cc aconseguit per l'australià Jack Findlay, després d'haver assolit quatre vegades la quarta posició i una vegada la cinquena. A la categoria de 125cc, l'únic resultat destacat fou el sisè lloc de José Medrano al Gran Premi d'Espanya.
La temporada de 1967 Ginger Molloy acabà en setena posició al mundial de 250cc, essent el millor resultat de la moto un tercer lloc de José Medrano al Gran Premi d'Espanya. En 125cc, el millor resultat fou la cinquena posició de l'australià Kevin Cass al Gran Premi de l'Ulster. Per bé que aquell any no es podia fer front als pilots de les Honda RC166 i Yamaha RD05, Ginger Molloy i Gyula Marsovszky es varen col·locar amb regularitat a roda dels Mike Hailwood, Phil Read, Bill Ivy i Ralph Bryans.
Al Mundial de 1968, el millor lloc a la classificació general fou assolit per Molloy, amb la cinquena posició final a 250cc després d'un gran inici de temporada en què obtingué el segon lloc al Gran Premi d'Alemanya i el tercer al Gran Premi d'Espanya (just davant seu hi quedà Rodney Gould, qui competí part de la temporada amb una Bultaco TSS equipada amb motor Yamaha). Per acabar-ho d'arrodonir, Molloy fou tercer a la classificació final de la categoria de 125cc (havent assolit el segon lloc tant al Gran Premi d'Espanya com al Gran Premi dels Països Baixos) i, a més, obtingué els millors resultats mai assolits per la TSS 350, coincidint amb l'any del retorn d'aquest model: cinquè a la classificació final de la categoria, amb un segon lloc als Països Baixos com a millor resultat. Per si no n'hi hagués prou, al Gran Premi d'Espanya Salvador Cañellas aconseguí amb la TSS 125 la segona i darrera victòria d'una TSS en la història del mundial, a més de ser la primera d'un català.
El Mundial de 1969 fou dominat de forma aclaparadora per les noves Yamaha, la TR2 a 350cc i la TD2 a 250cc. Els únics resultats rellevants de les Bultaco varen ser aconseguits per Molloy als 350cc, amb un quart lloc al Gran Premi d'Espanya i un tercer al Gran Premi de França, mentre que en 250cc no fou capaç de puntuar. Tot i així, Bultaco fou quarta al campionat del món de constructors en 125cc, darrere de Kawasaki, Suzuki i MZ. A finals d'aquella temporada, però, la producció de la TSS va cessar quasi completament, amb l'excepció d'algunes unitats destinades al campionat d'Espanya.
Arribats a la temporada de 1970, quasi ningú no competí ja regularment al mundial amb Bultaco. Tot i així, Ginger Molloy encara participà en alguna cursa de la categoria de 500cc amb la TSS 360, fins que passà a córrer amb Kawasaki. Aquell fou casualment el seu millor any, ja que acabà subcampió del món de 500cc darrere de Giacomo Agostini.
Resum dels millors resultats per any
La següent taula reflecteix la millor classificació final obtinguda anualment en cada categoria del mundial per pilots de la Bultaco TSS:
| Any  | 125cc                | 125cc   | 250cc         | 250cc   | 350cc         | 350cc   | 500cc               | 500cc   |
| Any  | Pilot                | Posició | Pilot         | Posició | Pilot         | Posició | Pilot               | Posició |
| ---- | -------------------- | ------- | ------------- | ------- | ------------- | ------- | ------------------- | ------- |
| 1961 | John Grace           | 15è     | -             | -       | -             | -       | -                   | -       |
| 1962 | Limburg Moreira      | 16è     | Dan Shorey    | 10è     | -             | -       | -                   | -       |
| 1963 | Héctor Pochettino    | 11è     | -             | -       | -             | -       | -                   | -       |
| 1964 | Jean-Pierre Beltoise | 13è     | Bob Gehring   | 14è     | -             | -       | -                   | -       |
| 1965 | Ramon Torras         | 15è     | Ramon Torras  | 8è      | -             | -       | -                   | -       |
| 1966 | José Medrano         | 15è     | Jack Findlay  | 7è      | Tommy Robb    | 15è     | -                   | -       |
| 1967 | -                    | -       | Ginger Molloy | 7è      | -             | -       | -                   | -       |
| 1968 | Ginger Molloy        | 3r      | Ginger Molloy | 5è      | Ginger Molloy | 4t      | -                   | -       |
| 1969 | -                    | -       | Ginger Molloy | 6è      | Ginger Molloy | 14è     | Ginger Molloy       | 27è     |
| 1970 | -                    | -       | -             | -       | -             | -       | Ginger Molloy       | 2n      |
| 1971 | -                    | -       | -             | -       | -             | -       | Hans-Rudolf Brünger | 19è     |

Notes
1. ↑  El 1968, Rodney Gould quedà en quarta posició després d'haver participant en algunes curses amb una Bultaco amb motor Yamaha.
2. ↑  El 1970, Molloy participà en el mundial amb Bultaco només a les primeres curses, passant després a Kawasaki.

## Versions
La primera TSS, apareguda el 1960, anava equipada amb un motor monocilíndric de 125 cc refrigerat per aire que lliurava 20 bhp (20,3 CV) a 10.300 rpm. L'alimentació es confiava a un carburador Spanish Arbeo (un Dell'Orto SSt 29A produït sota llicència). Inicialment el canvi era de quatre velocitats, augmentades a sis el 1962. El dipòsit (amb una capacitat de 14 litres) i el carenat eren de fibra de vidre. Malgrat que el xassís fou criticat pel seu pes elevat, gràcies al seu baix preu de venda la TSS fou considerada la millor moto de competició per a un pilot privat. D'ençà de finals de 1960, la TSS es començà a produir en cilindrades superiors. D'una banda, el pilot Ken Martin en va demanar una d'augmentada a 175 cc i poc després, Dan Shorey -propietari d'una TSS 125- en demanà una altra d'augmentada a 196 cc.
Cap al 1962 les TSS lliuraven 24 CV, en bona part gràcies a la bona feina feta amb l'escapament. Bultaco garantia aquesta potència tot efectuant la posada a punt dels models d'un en un. La producció era aleshores d'unes 55 unitats anuals. De cara a la temporada 1963, la potència de la 125 augmentà a 24 bhp (24,3 CV) a 10.300 rpm, mentre es feia una versió millorada de la 200, amb dimensions més petites, que lliurava 30 bhp (30,4 CV) a 9.500 rpm.
El 1964 aparegué una nova TSS amb motor de 244 cc i refrigeració líquida, un projecte nou de trinca malgrat compartir alguns components amb la 200. El Mundial de 1965 veié el debut de les noves TSS 125 i 250 amb refrigeració líquida, anomenades TSS Agua. Mentrestant, Bultaco canvià el sistema d'alimentació per carburadors de les TSS per la injecció electrònica (de marca Femsa). La nova 125 arribava amb aquesta millora als 27 bhp (27,4 CV) a 11.000 rpm, mentre que la 250 lliurava 38 bhp (38,5 CV) a 9.500 rpm. La lubricació s'havia mantingut igual que a la versió anterior, cosa que limitava el règim màxim dels motors, sobretot el de la 250 (el motor de la qual hagués pogut assolir les 9.800 rpm, però fou restringit per raons de seguretat).

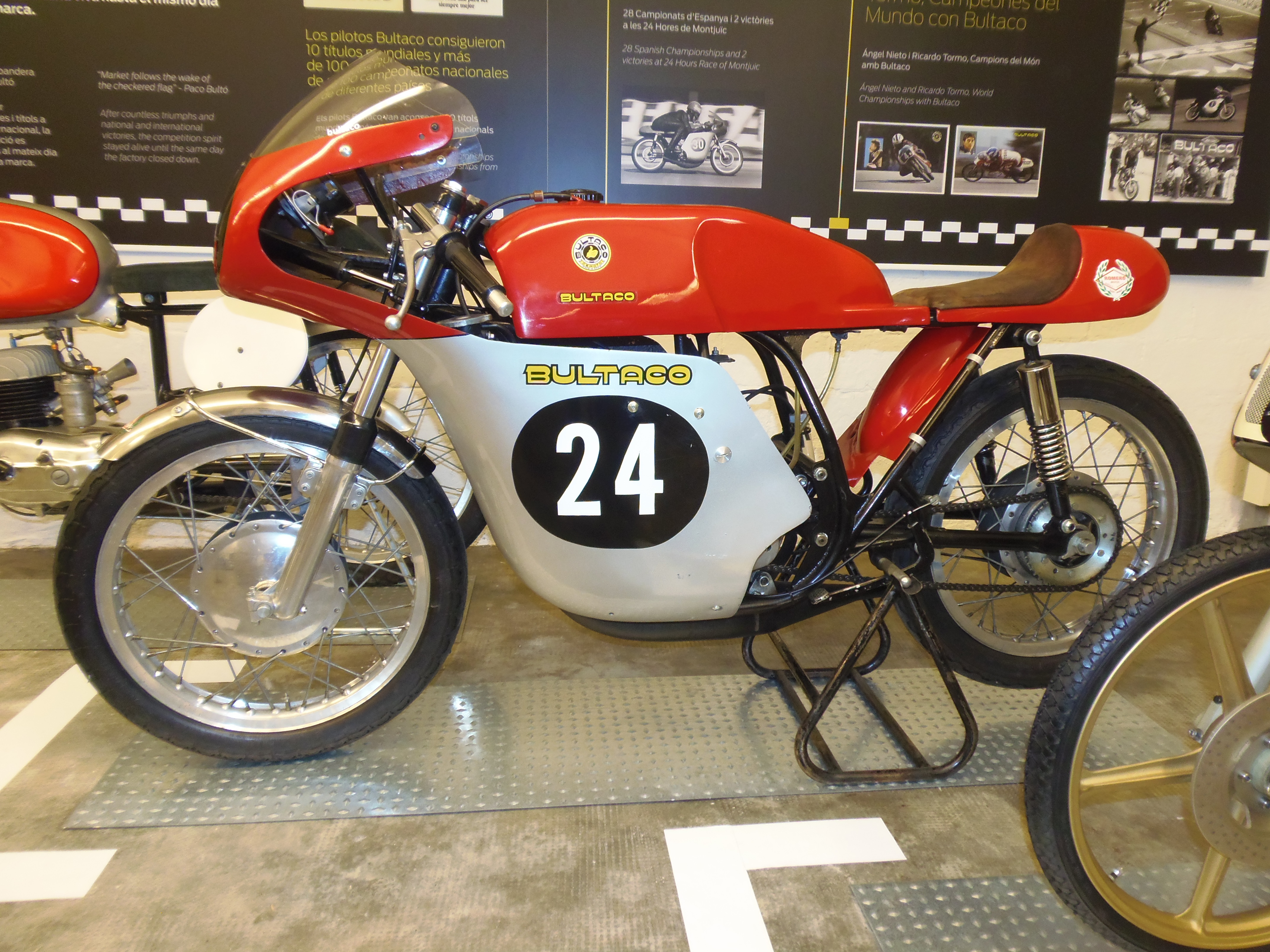
Reproducció de la Bultaco TSS 125 núm. 24 amb què Salvador Cañellas guanyà el GP d'Espanya de 1968

La temporada 1966 debutà la TSS 350, equipada amb un motor de 252 cc. El 1968, tant la TSS 125 com la 250 foren augmentades de potència, respectivament a 29 bhp (29,4 CV) a 11.500 rpm i a 38,8 bhp (39,3 CV) a 9.500 rpm. A més, ambdues adoptaren un xassís completament nou, més petit i més lleuger que l'anterior, a més del dipòsit i carenat de fibra de vidre de nou disseny. Als Països Baixos també s'hi va poder veure una TSS 125 modificada amb admissió a vàlvula rotativa, una preparació experimental realitzada per Kevin Cass de forma privada i amb la qual només va córrer en aquella ocasió.
El 1968 també va significar el retorn de la TSS 350, la qual abandonava el motor original de 252 cc en favor d'un nou de nou de 360 cc, derivat dels que equipaven les Bultaco de fora d'asfalt tipus Bandido, amb el diàmetre reduït a 83,2 mm i la carrera deixada en els seus 64 mm. El motor atorgava així 47,5 bhp (48,1 CV) a 8.500 rpm (era el mateix que es muntava a la 360 de resistència durant les 24 Hores de Montjuïc, on lliurava 36 CV a 8.000 rpm, però aprofitat al màxim per a Gran Premi arribava fins als 52 CV). Al mateix any es va posar a prova un nou motor de 350, amb cambra de combustió ovalada i equipat amb doble bugia. La idea de la TSS 360 fou de Ginger Molloy, gran coneixedor de les motos britàniques i dels seus punts febles, entre els quals el pes. El mèrit de la TSS era justament la seva estabilitat i lleugeresa, no pas la potència. Com a anècdota, durant una edició del Gran Premi dels Països Baixos a Assen, en queixar-se Mike Hailwood del xassís de la seva Honda, els tècnics japonesos li preguntaren quina era la moto que s'aguantava més bé; Hailwood contestà: «la Bultaco» i els japonesos, havent-li'n demanat permís a Paco Bultó, anaren al box de la marca catalana i fotografiaren la TSS per totes bandes.
Cap al 1969, la TSS 125 rotativa seguia sense estar a punt; al Gran Premi dels Països Baixos hi participà una TSS 250 també rotativa, però no es tornà a fer servir. Aquests varen ser els darrers experiments de Bultaco amb les TSS, abans no abandonés definitivament la competició.
Al llarg de la seva existència, dins la modalitat de la velocitat Bultaco produí un total de 46 prototipus, 829 motocicletes de sèrie regular i 10 de sèrie amb preparació de fàbrica (comptant-hi les TSS Mk2), la qual cosa fa un total de 885 Bultaco TSS de factoria.

### Llista de versions produïdes
| Id. Model | Nom     | Versió   | Període en producció | Període en producció | Núm. Sèrie              | Pintura dipòsit             |
| Id. Model | Nom     | Versió   | De                   | A                    | Núm. Sèrie              | Pintura dipòsit             |
| --------- | ------- | -------- | -------------------- | -------------------- | ----------------------- | --------------------------- |
| 6         | TSS 125 | Aire 4v  | 1961                 | 1963                 | 600.001 a 600.347       | Vermell sobre fons argentat |
| 6-B       | TSS 175 | Aire 4v  | 1962                 | 1963                 | 600.001 a 600.347       | Vermell sobre fons argentat |
| 6-C       | TSS 200 | Aire 4v  | 1962                 | 1963                 | 600.001 a 600.347       | Vermell sobre fons argentat |
| 6-1       | TSS 125 | Aire 5v  | 1963                 | 1963                 | 600.001 a 600.347       | Vermell sobre fons argentat |
| 6-1B      | TSS 175 | Aire 5v  | 1963                 | 1963                 | 600.001 a 600.347       | Vermell sobre fons argentat |
| 6-1C      | TSS 200 | Aire 5v  | 1963                 | 1963                 | 600.001 a 600.347       | Vermell sobre fons argentat |
| 6-2       | TSS 125 | Aire 6v  | 1963                 | 1963                 | 600.001 a 600.347       | Vermell sobre fons argentat |
| 6-2B      | TSS 175 | Aire 6v  | 1963                 | 1963                 | 600.001 a 600.347       | Vermell sobre fons argentat |
| 6-2C      | TSS 200 | Aire 6v  | 1963                 | 1963                 | 600.001 a 600.347       | Vermell sobre fons argentat |
| 6-2D      | TSS 250 | Aire 6v  | 1963                 | 1963                 | 600.001 a 600.347       | Vermell sobre fons argentat |
|           |         |          |                      |                      |                         |                             |
| 6-11      | TSS 125 | Aigua 4v | 1961                 | 1963                 | 600.001 a 600.453       | ?                           |
| 6-12      | TSS 175 | Aigua 4v | 1961                 | 1963                 | 600.001 a 600.453       | ?                           |
| 6-13      | TSS 200 | Aigua 4v | 1961                 | 1963                 | 600.001 a 600.453       | ?                           |
| 6-14      | TSS 125 | Aigua 6v | 1961                 | 1963                 | 600.001 a 600.453       | ?                           |
| 6-15      | TSS 175 | Aigua 6v | 1961                 | 1963                 | 600.001 a 600.453       | ?                           |
| 6-16      | TSS 200 | Aigua 6v | 1961                 | 1963                 | 600.001 a 600.453       | ?                           |
| 6-17      | TSS 250 | Aigua 6v | 1961                 | 1963                 | 600.001 a 600.453       | ?                           |
|           |         |          |                      |                      |                         |                             |
| 14        | TSS 125 | Aigua 6v | Abril 1965           | 1968                 | 600.455 a 600.604       | Vermell sobre fons argentat |
| 24        | TSS 250 | Aigua 6v | Març 1966            | 1970                 | 600.455 a 600.604       | Vermell sobre fons argentat |
|           |         |          |                      |                      |                         |                             |
| 29        | TSS 350 | Aire 5v  | Febrer 1965/1968     | 1970                 | 29.000.001 a 29.000.057 | Vermell                     |
|           |         |          |                      |                      |                         |                             |
| 40        | TSS 125 | Aigua 6v | Març 1968            | 1970                 | 40.000.001              | Vermell                     |
| 41        | TSS 250 | Aigua 6v | Març 1968            | 1970                 | 40.000.001              | Vermell                     |

1. ↑  La TSS 125 no fou produïda el 1964.
2. ↑  La sèrie de models del 6-11 al 6-17 apareix documentada només en algunes fonts.[26]
3. 1 2  La producció de 1970 fou limitada a pocs exemplars destinats al campionat estatal.

### Model 6
La primera TSS 125 es venia al preu de 35.000 pts de l'època (210 euros al canvi) i es fabricava en petites sèries, lliurant-se per ordre de comanda. Els catàlegs de 1962 en destacaven l'estabilitat a altes velocitats.
Fitxa tècnica
| • Configuració motor |
| --- |
| - Refrigeració: Per aire - Carburador: Dell'Orto 29 - Distribució: Disc rotatiu - Embragatge: Multidisc en sec - Encesa: Volant alternador i tatxes FEMSA VAR 201-1 - Engegada: Per empenta - Transmissió: Per cadena |

| • Mesures                                                                                       |
| ----------------------------------------------------------------------------------------------- |
| - Longitud: 1.888 mm - Amplada: 700 mm - Alçada selló: 710 mm - Distància entre eixos: 1.297 mm |

| • Motor                                                                  |
| ------------------------------------------------------------------------ |
| - Refrigeració: Per aire - Carburador: Amal 28 - Transmissió: Per cadena |

| • Altres                                              |
| ----------------------------------------------------- |
| - Velocitat màxima: 190 km/h - PVP (1961): 35.000 pts |

| • Motor |
| --- |
| - Refrigeració: Per aire - Carburador: Dell'Orto SS1 29 - Embragatge: Multidisc en bany d'oli - Transmissió: Per cadena |

| • Altres                                                                            |
| ----------------------------------------------------------------------------------- |
| - Longitud: 1.888 mm - Distància entre eixos: 1.129 mm - Velocitat màxima: 197 km/h |

| • Motor                  |
| ------------------------ |
| - Refrigeració: Per aire |

Notes
1. ↑  S'han documentat dues versions més de la TSS 125 Model 6: l'anomenada "Aire 5v" (5 velocitats, amb l'identificador de model 6-1 de 1963) i la "Aire 6v" (6 velocitats, amb l'identificador de model 6-2 de 1963)
2. ↑  S'han documentat dues versions més de la TSS 175 Model 6: l'anomenada "Aire 5v" (5 velocitats, amb l'identificador de model 6-1B de 1963) i la "Aire 6v" (6 velocitats, amb l'identificador de model 6-2B de 1963)
3. ↑  S'han documentat dues versions més de la TSS 200 Model 6: l'anomenada "Aire 5v" (5 velocitats, amb l'identificador de model 6-1C de 1963) i la "Aire 6v" (6 velocitats, amb l'identificador de model 6-2C de 1963)
4. ↑  24,3 a 10.300 rpm d'ençà de 1963.[2]
5. ↑  30,4 a 9.500 rpm d'ençà de 1963.[2]
6. ↑  6 velocitats d'ençà de 1962.[2]
7. ↑  Amortidor "doublecross" amb precàrrega regulable

### Models 14 i 24
Fitxa tècnica
| • Configuració motor |
| --- |
| - Refrigeració: Líquida - Carburador: Amal 289 B32 GP - Embragatge: Multidisc en bany d'oli - Transmissió: Per engranatge |

| • Altres                                                                            |
| ----------------------------------------------------------------------------------- |
| - Longitud: 1.933 mm - Distància entre eixos: 1.320 mm - Velocitat màxima: 224 km/h |

| • Motor |
| --- |
| - Refrigeració: Líquida - Carburador: Amal 289 B32 GP - Embragatge: Multidisc en bany d'oli - Transmissió: Per engranatge |

| • Altres                                                                            |
| ----------------------------------------------------------------------------------- |
| - Longitud: 1.933 mm - Distància entre eixos: 1.320 mm - Velocitat màxima: 271 km/h |

### Model 29
Fitxa tècnica
| • Configuració motor |
| --- |
| - Refrigeració: Per aire - Carburador: 35 mm - Embragatge: Multidisc en bany d'oli - Encesa: Femsatronic doble - Transmissió: Per cadena |

| • Altres                                                                            |
| ----------------------------------------------------------------------------------- |
| - Longitud: 1.933 mm - Distància entre eixos: 1.320 mm - Velocitat màxima: 220 km/h |

Notes
1. ↑  El 1966 aparegué la primera TSS 350, equipada amb un motor de 252 cc, que no tingué continuïtat
2. ↑  47,5 o 48,1 CV a 8.500 rpm segons altres fonts[2]
3. ↑  Amal 1038 segons altres fonts
4. ↑  235 km/h segons altres fonts

### Models 40 i 41
Les noves TSS 125 i 250, aparegudes el 1968, representaven una important posada a punt del model i adoptaven un xassís nou de trinca, més petit i lleuger que l'anterior, així com un dipòsit i carenat de fibra de vidre de nou disseny.
Fitxa tècnica
| Bultaco TSS        | Bultaco TSS              | Bultaco TSS              | Bultaco TSS |
| ------------------ | ------------------------ | ------------------------ | ----------- |
|                    | 125                      | 250                      |             |
| Id. Model          | 40                       | 41                       |             |
| Àlies              | Aigua 6v                 | Aigua 6v                 |             |
| Núm. Sèrie         | 40.000.001               | 40.000.001               |             |
| Anys               | 1968 - 1970              | 1968 - 1970              |             |
| CC                 | 124,98                   | 244,29                   |             |
| Diàmetre x Carrera | 51,5 x 60 mm             | 72 x 60 mm               |             |
| Compressió         | 13,5:1                   | 11,7:1                   |             |
| CV                 | 29,4 a 11.500 rpm        | 39,3 a 9.500 rpm         |             |
| Refrigeració       | Líquida                  | Líquida                  |             |
| Canvi              | 6 velocitats             | 6 velocitats             |             |
| Suspensió davant   | Forquilla telehidràulica | Forquilla telehidràulica |             |
| Suspensió darrera  | Doble amortidor          | Doble amortidor          |             |
| Pneumàtic davant   | 2,75 x 18                | 2,75 x 18                |             |
| Pneumàtic darrera  | 2,75 x 18                | 2,75 x 18                |             |
| Frens davant       | Tambor 160 mm            | Tambor 160 mm            |             |
| Frens darrera      | Tambor 140 mm            | Tambor 140 mm            |             |
| Pes en sec         | 93 kg                    | 96 kg                    |             |
| Capacitat dipòsit  | 13 litres                | 13 litres                |             |
| Pintura dipòsit    | Vermell                  | Vermell                  |             |

1. ↑  46 CV 9.500 rpm segons altres fonts.[40]